# Тэлегытгын
Тэлегытгын — небольшое озеро в Иультинском районе Чукотского автономного округа России. Высота над уровнем моря — 28 м.
Расположено близ побережья Анадырского залива. Озеро вытянуто с севера на юг. Водоём соединён протокой с соседним, более мелким озером, и рекой Унэнэк.
Название в переводе с чукот. — «кустарниковое озеро».